# 3641 Williams Bay
A 3641 Williams Bay (ideiglenes jelöléssel A922 WC) a Naprendszer kisbolygóövében található aszteroida. George Van Biesbroeck fedezte fel 1922. november 24-én.